# Tranås AIF
Tranås AIF ist ein 1905 gegründeter schwedischer Sportverein aus Tranås.

## Geschichte
Tranås AIF wurde am 13. Januar 1905 gegründet. Überregional auf sich aufmerksam machen konnten die Bandy- und die Eishockeyabteilung des Vereins, die beide in der höchsten schwedischen Spielklasse ihres Sports vertreten waren. Im Jahr 1992 wurden die verschiedenen Abteilungen des Vereins in eigenständige Klubs ausgelagert. Diese sind:
- Tranås AIF Dambowling
- Tranås AIF Friidrott
- Tranås AIF Fotboll (heute Tranås FF)
- Tranås AIF Hockey

Für die ehemalige Bandyabteilung siehe Tranås AIF Bandy.